# Duško Vujošević
Duško Vujošević (in serbo Душко Вујошевић?; Titograd, 3 marzo 1959) è un allenatore di pallacanestro montenegrino con cittadinanza serba e precedentemente jugoslavo.

## Carriera
Ha guidato la Serbia e Montenegro ai Campionati europei del 2003.

## Palmarès

### Allenatore
- YUBA liga: 1

Partizan Belgrado: 1986-87
- YUBA liga: 5

Partizan Belgrado: 2001-02, 2002-03, 2003-04, 2004-05, 2005-06
- Campionato serbo: 6

Partizan Belgrado: 2006-07, 2007-08, 2008-09, 2009-10, 2012-13, 2013-14
- Campionato rumeno: 1

U Cluj: 2020-21
- Coppa di Jugoslavia: 1

Partizan Belgrado: 1989
- Coppa di Jugoslavia: 1

Partizan Belgrado: 2002
- Coppa di Serbia: 3

Partizan Belgrado: 2008, 2009, 2010
- Coppa di Romania: 1

U Cluj: 2020
- Coppa Korać: 1

Partizan Belgrado: 1988-89
- Lega Adriatica: 5

Partizan Belgrado: 2006-07, 2007-08, 2008-09, 2009-10, 2012-13

### Individuale
- Aleksandr Gomel'skij Coach of the Year: 1

Partizan Belgrado: 2008-09